# シークレット・ウェポン (アルバム)
| 専門評論家によるレビュー | 専門評論家によるレビュー |
| レビュー・スコア         | レビュー・スコア         |
| 出典                     | 評価                     |
| ------------------------ | ------------------------ |
| Allmusic                 | [ 4 ]                    |

『シークレット・ウェポン』 (Secret Weapon) は、2007年7月17日にリリースされた、クリスチャン・ロック系のパンク・ロックバンドMxPxの8枚目のスタジオ・アルバム。メジャー（A&Mレコード）での活動などを経て、デビュー当初の所属レーベルであったトゥース・アンド・ネイル・レコードに復帰して最初の作品であり、このレーベルからは1996年の『Life in General』以来久々のリリースとなった。本作は、Billboard 200では初登場76位となり、『ビルボード』誌の「クリスチャン・チャート」では首位に達した。本作は、サウンド面でも初期のサウンドに立ち戻っている。
『シークレット・ウェポン』には3つの異なるバージョンがある。
- 16曲が収められたスタンダード・バージョン
- スタンダード盤とは異なるアートワークが施された、12アナログ盤2枚組
- メイキング編のDVDが附録となり、3曲が追加され、アートワークも一新されたスペシャル・エディション

## プレリリース
このアルバムは、MxPxのトゥース・アンド・ネイル・レコード復帰作ということもあり、リリース以前からネット上で盛んに宣伝された。アルバムのリリースに先立ち、数週間にわたり、 "Secret Weapon"、"Shut It Down"、"Drowning"、"You're on Fire"、"Contention" の順に、日曜日ごとに新曲がネット上で公開された。2007年7月8日の日曜日には、バンドの PureVolume のページで、"Angels" の音源が、誤って "Contention" として公開された。この誤りは間もなく訂正されたが、おかげでファンたちは新アルバムの曲に1曲多く聴くことになった。CD全体は、リリースに先立って7月1日から、バンドの Myspace ページで試聴可能となっていた。
"Shut It Down" のミュージック・ビデオは、当時の  Gospel Music Channel（後の Up）のロック・ブロック (Rock Block) で盛んに放映された。

## トラック・リスト
楽曲はすべてマイク・ヘレーラの作品である。
| #         | タイトル                                                                                       | 作詞  | 作曲・編曲 | 時間 |
| --------- | ---------------------------------------------------------------------------------------------- | ----- | ---------- | ---- |
| 1.        | 「Secret Weapon」(featuring Brian Baker of Bad Religion)                                       |       |            | 2:06 |
| 2.        | 「Shut It Down」(featuring Tim Pagnotta of Sugarcult)                                          |       |            | 2:59 |
| 3.        | 「Here's to the Life」                                                                         |       |            | 2:57 |
| 4.        | 「Top of the Charts」                                                                          |       |            | 2:33 |
| 5.        | 「Punk Rawk Celebrity」                                                                        |       |            | 2:42 |
| 6.        | 「Contention」                                                                                 |       |            | 1:16 |
| 7.        | 「Angels」                                                                                     |       |            | 3:15 |
| 8.        | 「Drowning」                                                                                   |       |            | 3:50 |
| 9.        | 「Chop Shop」                                                                                  |       |            | 2:14 |
| 10.       | 「You're on Fire」                                                                             |       |            | 3:18 |
| 11.       | 「Bass So Low」                                                                                |       |            | 3:37 |
| 12.       | 「Sad Sad Song」                                                                               |       |            | 2:44 |
| 13.       | 「Never Better Than Now」                                                                      |       |            | 2:47 |
| 14.       | 「Biting the Bullet (Is Bad for Business)」                                                    |       |            | 3:18 |
| 15.       | 「Not Nothing」                                                                                |       |            | 3:06 |
| 16.       | 「Tightly Wound / All About Nothing」(hidden track - featuring Benji Madden of Good Charlotte) |       |            | 6:29 |
| 合計時間: | 合計時間:                                                                                      | 49:54 |            |      |

1曲目ではバッド・レリジョンのブライアン・ベイカー、2曲目ではシュガーカルトのティム・バグノッタ (Tim Pagnotta) が、フィーチャーされており、隠しトラックとなっている16曲目ではグッド・シャーロットのベンジー・マッデンがフィーチャーされている。

### アナログ盤とスペシャル・エディションの追加収録曲
スタンダード盤に収録されている16曲に加え、以下の3曲が追加されている。
| #   | タイトル                                                         | 作詞 | 作曲・編曲 | 時間 |
| --- | ---------------------------------------------------------------- | ---- | ---------- | ---- |
| 17. | 「The Hoo-Ha Jangle」                                            |      |            | 3:29 |
| 18. | 「Madcap Scheme」                                                |      |            | 2:10 |
| 19. | 「Throw Your Body in the Air / All About Nothing」(hidden track) |      |            | 6:38 |

18曲目は隠しトラックとなっている

## 賞
2008年、このアルバムは、第39回GMAダブ・アワードにおいて、ダブ・アワード「最優秀ロック・アルバム (Rock Album of the Year)」にノミネートされた。

## パーソネル
- マイク・ヘレーラ - リードボーカル、ベース
- トム・ウィスニウスキー (Tom Wisniewski) - ギター、バックボーカル
- ユーリ・ルーリー (Yuri Ruley) - ドラム